# Ugia calescens
Ugia calescens är en fjärilsart som beskrevs av Holland 1894. Ugia calescens ingår i släktet Ugia och familjen nattflyn. Inga underarter finns listade i Catalogue of Life.